# Charles François de Cisternay du Fay
Charles François de Cisternay du Fay (Dufayként is említik) [ejtsd: düféi] (Párizs, 1698. szeptember 14. – Párizs, 1739. június 16.) francia kémikus és fizikus, természettudós, a párizsi Jardin du Roi (botanikus kert) felügyelője volt. Elsősorban az elektromosságról szóló értekezései miatt nevezetes.

## Élete
Charles du Fay Charles Jerome de Cisternay du Fay (1662-1723) és felesége, Elisabeth Landais fia volt. Régi, hagyományosan katonai szolgálatot teljesítő touraine-i nemesi családból származott. Apja a francia gárda hadnagya volt, és 1695-ben Brüsszel bombázása során elvesztette egyik lábát. Ezután visszavonult a katonai szolgálatból, és érdeklődni kezdett a tudomány legújabb eredményei iránt, és igen kiterjedt tudományos könyvtárat épített fel.
1712-ben, 14 évesen du Fay hadnagy lett a picardie-i ezredben. 1718/1719-ben részt vett St. Sebastian és Fontarabia ostromában az angol-spanyol háborúban. Ez idő tájt kezdett du Fay kémiát tanulni. 1721-ben elkísérte apját és de Rohan bíborost Rómába. Ezen az utazáson ébredt fel benne az ókor és a régészet iránti érdeklődés.
1723. május 14-én a Mémoire sur les baromètres lumineux (Mém. Par. 1723) című munkájáért, mely a barométer világításáról szól du Fayt felvették az  Académie des sciences de l’Institut de France  (Francia Tudományos Akadémia tagjává, a néhai Jean-Henri Imbert (?-1722) utódjaként. 1724. augusztus 26-án vegyész munkatárs (associé chimiste) lett, Claude-Joseph Geoffroy utódjaként, akit nyugdíjasnak léptettek elő. Végül 1731. február 6-án du Fayt magát bízták meg a kémiai szekció vezetésével. 1732-től a párizsi botanikus kert igazgatója volt. Kétszer, 1732-ben és 1737-ben igazgatóhelyettes, kétszer, 1733-ban és 1738-ban pedig az Académie royale des sciences igazgatója volt.
Charles Lennox, Richmond 2. hercege, Hans Sloane és Martin Folkes ajánlására du Fayt 1729. május 8-án felvették a Királyi Társaságba.
Du Fay himlőben halt meg.

## Munkássága
Főképpen az elektromossággal és mágnességgel foglalkozott. Először is a testek vezetőképességét kutatta és felfedezte,  hogy súrlódás által csak a rossz vezetők lesznek elektromosak. Du Fay nyert először élő testből elektromos szikrát. Ezeken kívül a következő két szabályt állította fel: 1. Minden elektromos test minden nem elektromos testet vonz, vele elektromosságot közöl, mire azt taszítja. 2. Kétféle elektromosság létezik: az üvegelektromosság és a gyantaelektromosság. Az egyneműek egymást taszítják, a különneműek pedig vonzzák egymást. Du Fay elektromos kísérleteinek körülményes leírása Párizsban, a Természettudományi Akadémia 1733–34-i Mémoires-jában jelent meg..

## Művei
- Mémoire sur les baromètres lumineux. 1723, S. 295–306 (digitalizált). [2008. november 23-i dátummal az eredetiből archiválva]. (Hozzáférés: 1970. január 1.) Archiválva 2008. november 23-i dátummal a Wayback Machine-ben
- Description d'une Pompe, qui peut servir utilement dans les Incendies. 1725, S. 35–44 (digitalizált). [2004. december 24-i dátummal az eredetiből archiválva]. (Hozzáférés: 1970. január 1.) Archiválva 2008. november 22-i dátummal a Wayback Machine-ben
- Description d'une machine pour connaitre l'heure vraie du soleil tous les jours de l'annee. 1725, S. 67–78 (digitalizált). [2004. december 24-i dátummal az eredetiből archiválva]. (Hozzáférés: 1970. január 1.) Archiválva 2008. november 22-i dátummal a Wayback Machine-ben
- Expériences sur la dissolubilité de plusieurs sortes de Verres. 1727, S. 32–39 (digitalizált). [2008. november 23-i dátummal az eredetiből archiválva]. (Hozzáférés: 1970. január 1.) Archiválva 2008. november 23-i dátummal a Wayback Machine-ben
- Remarques sur les polygones réguliers inscrits et circonscrits. 1727, S. 297–304 (digitalizált). [2008. november 23-i dátummal az eredetiből archiválva]. (Hozzáférés: 1970. január 1.) Archiválva 2008. november 23-i dátummal a Wayback Machine-ben
- Observations sur quelques expériences de l'aimant. 1728, S. 355–369 (digitalizált). [2004. december 24-i dátummal az eredetiből archiválva]. (Hozzáférés: 1970. január 1.) Archiválva 2008. november 22-i dátummal a Wayback Machine-ben
- Mémoire sur la teinture et la dissolution de plusieurs espèces de pierres. 1728, S. 50–67 (digitalizált). [2008. november 22-i dátummal az eredetiből archiválva]. (Hozzáférés: 1970. január 1.) Archiválva 2008. november 22-i dátummal a Wayback Machine-ben
- Mémoire sur un grand nombre de phosphores nouveaux. 1730, S. 524–535 (digitalizált). [2008. november 22-i dátummal az eredetiből archiválva]. (Hozzáférés: 1970. január 1.) Archiválva 2008. november 22-i dátummal a Wayback Machine-ben
- Suite des Observations sur l'aimant. 1730, S. 142–157 (digitalizált). [2008. november 22-i dátummal az eredetiből archiválva]. (Hozzáférés: 1970. január 1.) Archiválva 2008. november 22-i dátummal a Wayback Machine-ben
- Troisième Mémoire sur l'aimant. 1731, S. 417–432 (digitalizált). [2008. november 23-i dátummal az eredetiből archiválva]. (Hozzáférés: 1970. január 1.) Archiválva 2008. november 23-i dátummal a Wayback Machine-ben
- Premier mémoire sur l’électricité, Histoire de l'électricité. 1733, S. 23–35 (digitalizált). [2008. november 23-i dátummal az eredetiből archiválva]. (Hozzáférés: 1970. január 1.) Archiválva 2008. november 23-i dátummal a Wayback Machine-ben
- Second mémoire sur l’électricité, Quels sont les Corps qui sont susceptibles d'Electricité. 1733, S. 73–84 (digitalizált). [2008. november 23-i dátummal az eredetiből archiválva]. (Hozzáférés: 1970. január 1.) Archiválva 2008. november 23-i dátummal a Wayback Machine-ben
- Troisième mémoire sur l’électricité, Des Corps qui sont le plus vivement attirés par les matiéres électriques…. 1733, S. 233–254 (digitalizált). [2008. november 23-i dátummal az eredetiből archiválva]. (Hozzáférés: 1970. január 1.) Archiválva 2008. november 23-i dátummal a Wayback Machine-ben
- Quatrième mémoire sur l’électricité, De l'Attraction & Répulsion des Corps Electriques. 1733, S. 457–476 (digitalizált). [2008. november 23-i dátummal az eredetiből archiválva]. (Hozzáférés: 1970. január 1.) Archiválva 2008. november 23-i dátummal a Wayback Machine-ben
- Cinquième mémoire sur l’électricité, Où l'on rend compte des nouvelles découvertes… 1734, S. 341–361 (digitalizált). [2008. november 23-i dátummal az eredetiből archiválva]. (Hozzáférés: 1970. január 1.) Archiválva 2008. november 23-i dátummal a Wayback Machine-ben
- Sixième mémoire sur l’électricité, Où l'on examine quel rapport il y a entre l'Electricité, & la faculté de rendre de la Lumiére. 1734, S. 503–526 (digitalizált). [2004. december 24-i dátummal az eredetiből archiválva]. (Hozzáférés: 1970. január 1.) Archiválva 2008. november 23-i dátummal a Wayback Machine-ben
- Mémoire sur la roseé. 1736, S. 352–374 (digitalizált). [2008. november 22-i dátummal az eredetiből archiválva]. (Hozzáférés: 1970. január 1.) Archiválva 2008. november 22-i dátummal a Wayback Machine-ben
- Observations sur la sensitive. 1736, S. 87–110 (digitalizált). [2004. december 25-i dátummal az eredetiből archiválva]. (Hozzáférés: 1970. január 1.) Archiválva 2008. november 22-i dátummal a Wayback Machine-ben
- Septième mémoire sur l’électricité, Contenant quelques Additions aux Mémoires précédents. 1737, S. 86–100 (digitalizált). [2008. november 23-i dátummal az eredetiből archiválva]. (Hozzáférés: 1970. január 1.) Archiválva 2008. november 23-i dátummal a Wayback Machine-ben
- Huitième mémoire sur l’électricité. 1737, S. 307–326 (digitalizált). [2008. november 23-i dátummal az eredetiből archiválva]. (Hozzáférés: 1970. január 1.) Archiválva 2008. november 23-i dátummal a Wayback Machine-ben

## Fordítás
- Ez a szócikk részben vagy egészben  a   Charles du Fay című német Wikipédia-szócikk ezen változatának fordításán alapul.  Az eredeti cikk szerkesztőit annak laptörténete sorolja fel. Ez a jelzés csupán a megfogalmazás eredetét és a szerzői jogokat jelzi, nem szolgál a cikkben szereplő információk forrásmegjelöléseként.